# Mateo Valero i Cortés

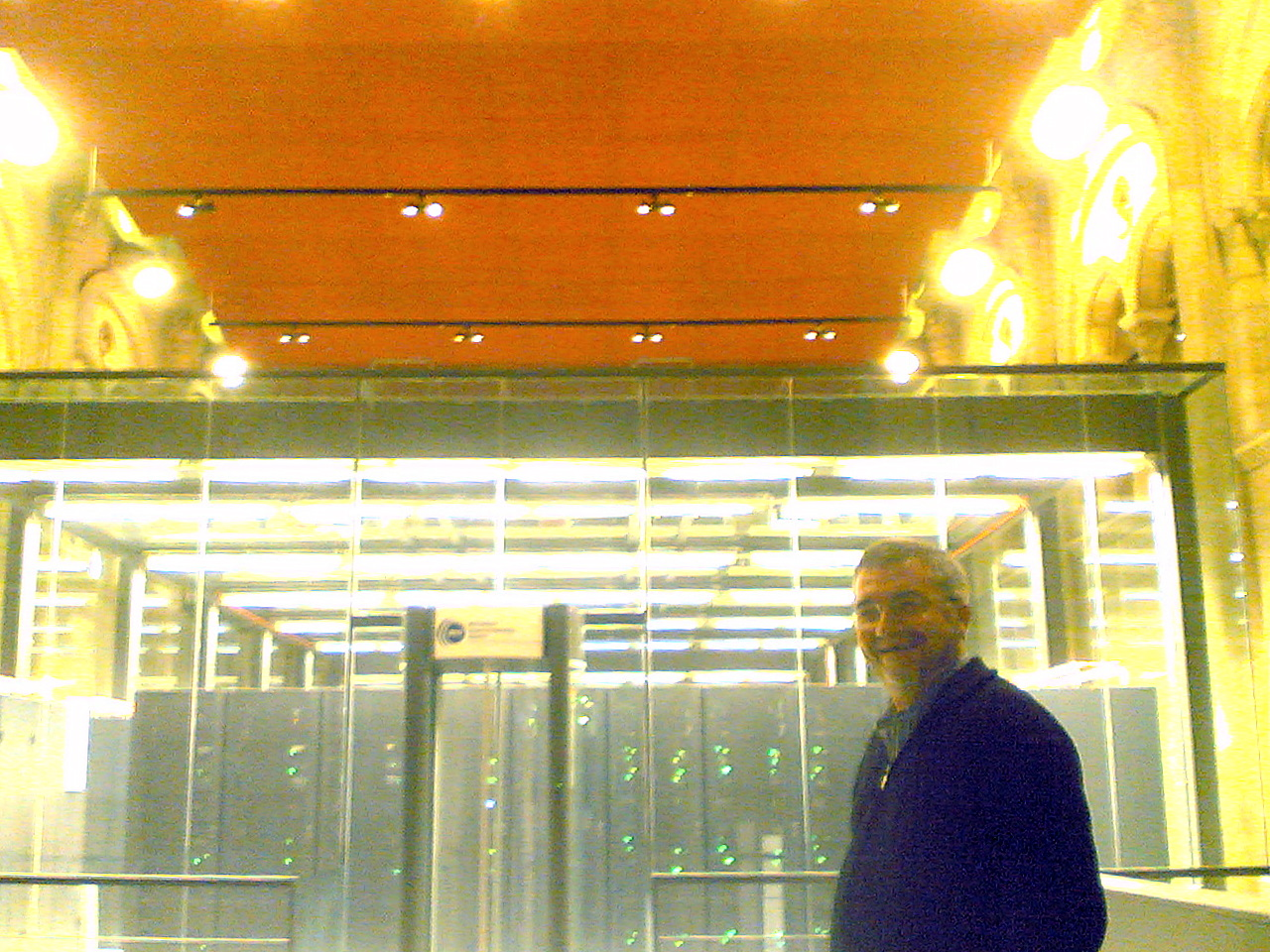
Mateo Valero al costat del supercomputador MareNostrum.

Mateo Valero i Cortés   (Alfamén, 1952) és un professor i investigador aragonès, conegut per dirigir el Centre de Supercomputació de Barcelona

## Biografia
Es va titular en enginyeria de telecomunicació per la Universitat Politècnica de Madrid el 1974, doctorant-se per la Universitat Politècnica de Catalunya el 1980. És professor de la Universitat Politècnica de Catalunya des de 1974, catedràtic del Departament d'Arquitectura de Computadors d'aquesta universitat des de 1983 i director del Barcelona Supercomputing Center - Centre Nacional de Supercomputació des de la seva creació, al 2004.
La seva investigació abasta diferents conceptes del món de l'arquitectura de computadors, disciplina en la qual ha publicat més de 700 articles entre revistes, congressos i llibres i per la que ha rebut nombrosos premis de gran prestigi, com el Premi Eckert-Mauchly de l'ACM/IEEE, considerat el més prestigiós en el camp de l'arquitectura de computadors, "pel seu extraordinari lideratge en la construcció d'un centre d'investigació en arquitectura de computadors de classe mundial, les seves contribucions originals a les àrees de computació vectorial i multifemella, i per proposar nous enfocaments en paral·lelisme a nivell d'instrucció".
També ha estat guardonat amb el premi de supercomputació Seymour Cray (2015) “en reconeixement de les seves contribucions fonamentals en el camp de les arquitectures vectorials, processadors súper-escalars, processadors multithreaded i processadors Very Long Instruction Word”; el premi Goode (2009) “per les seves contribucions fonamentals a les arquitectures de processadors vectorials, out-of-order, de multi-processament i VLIW”; el Distinguished Service Award (2012) de l'Association for Computing Machinery (ACM), per “l'extraordinari lideratge d'iniciatives en matèria d'investigació i educació en informàtica d'alt rendiment”; el Premio Nacional de Investigación Julio Rey Pastor en Matemáticas, Tecnologías de la Información y Comunicaciones (2001); el Premio Nacional de Investigación Leonardo Torres Quevedo de Ingeniería (2006) y el Premio Rey Jaime I a la investigación básica (1997).
Valero ha combinat la seva tasca investigadora amb la creació i gestió de centres dedicats a la investigació sobre la computació d'altes prestacions i la transferència de tecnologia a les empreses:
- De 1990 a 1995, va crear i dirigir el Centre Europeu de Paral·lelisme de Barcelona (CEPBA), per fer investigació bàsica i aplicada en computació paral·lela.
- De 1995 a 2000, va dirigir el C4, el Centre Català de Computació i Comunicacions, coordinant les activitats del CEPBA i el Centre de Supercomputació de Catalunya.
- D'octubre de 2000 fins al a 2004, va ser director del CIRI, Instituto d'Investigació CEPBA-IBM sobre computadores paral·leles.
- Des de maig de 2004, és fundador i director del Barcelona Supercomputing Center – Centro Nacional de Supercomputación, que actualment reuneix més de 300 investigadors experts en computació d'altes prestacions.

Des d'aquests centres ha treballat en l'impuls de diferents xarxes de supercomputació a nivell nacional i internacional com la Red Española de Supercomputación (RES), el Partnership for Advanced Computing a Europa (PRACE) i la Red Iberoamericana de Supercomputación (RISC).
El 2013 va rebre una ERC Advanced Grant del Consell Europeu d'Investigació per a dur a terme el projecte sobre noves tècniques per construir xips multinucli i els superordinadors del futur.

## Premis i guardons
Entre els premis rebuts, destaquen:
- 2018: Orde Mexicana de l'Àguila Asteca. És el major reconeixement que concedeix el Govern de Mèxic a una persona no mexicana.[11]
- 2016: Premi Creu de Sant Jordi[12] (Generalitat de Catalunya)
- 2008:"Premio Aragón" (Govern d'Aragó)[13]
- 2006: Premi Nacional de Recerca a l'investigador per contribució al desenvolupament de la ciència i la tecnologia a Cataluña (Fundació Catalana per a la Recerca i la Innovació)[14]
- 2006: Premio Nacional de Investigación "Leonardo Torres Quevedo" de investigación en ingeniería (Ministerio de Educación y Ciencia de España)[15][16]
- 2003: Premi Distinció de la Generalitat de Catalunya per a la Promoció de la Recerca Universitària (Generalitat de Catalunya)[17]
- 1994: Premi Narcís Monturiol (Generalitat de Catalunya)[18]

Mateo Valero és Doctor honoris causa per la Universitat de Belgrad (2008), la Universitat Tecnològica de Chalmers (2008), la Universitat de Las Palmas de Gran Canària (2009), la Universitat Veracruzana (2010), la Universitat de Saragossa (2011), la Universitat Complutense de Madrid (2013), la Universitat de Cantàbria (2015), la Universitat de Granada (2016) i el CINVESTAV (2017).
És acadèmic fundador de la Real Academia de Ingeniería de España, acadèmic de la Reial Acadèmia de Ciències i Arts de Barcelona, de la "Academia Europaea, Academy of Europe", i acadèmic corresponent de la Real Academia de Ciencias Exactas, Física y Ciencias Naturales i de l'Academia Mexicana de Ciencias. Des de 2018 es acadèmic corresponent de l'Academia de Ingeniería de México, acadèmic d'Honor de la Real Academia Europea de Doctores i acadèmic de l'Academia de Gastronomía de Murcia.
És membre del Comitè Científic Extern d'Assessorament de la Universidad Complutense de Madrid i Padrí de la graduació de la promoció 2018 de la Universidad San Jorge de Zaragoza.
Des del 2017 és membre del capítol espanyol del Club de Roma i membre del comitè dels premis IEEE Sidney Fernbach Award.